# Czechowka
Czechowka (ukr. Чеховка) – wieś na Ukrainie, w obwodzie chersońskim, w rejonie heniczeskim, w hromadzie Nyżni Syrohozy. W 2001 liczyła 166 mieszkańców, spośród których 132 wskazało jako ojczysty język ukraiński, a 34 rosyjski.